# Klub Lysek
Klub Lysek (1934, Coot Club) je pátý díl románového cyklu anglického spisovatele Arthura Ransoma o prázdninových dobrodružstvích několika dětských skupin.
Kniha je z hlediska celého cyklu poněkud netypická, protože v ní na rozdíl od většiny knih nevystupují Vlaštovky a Amazonky. Hrdiny příběhu jsou sourozenci Dick a Dorotka Callumovi, kteří se poprvé objevili v příběhu Zamrzlá loď kapitána Flinta. Ti přijíždějí strávit velikonoční prázdniny do povodí řek Yare a Bure v Norfolku na východě Anglie a mají velkou chuť naučit se po vzoru Amazonek a Vlaštovek plachtit. Hned po příjezdu potkávají námořníka Toma Dudgeona, který s dvojčaty Levkou a Pravkou a několika dalšími dětmi založil Klub Lysek. Ten má za cíl chránit hnízdící lysky a další ptáky, a to zejména před tzv. Hrubiány, což je bezohledná skupina mladých hejsků, tvořících posádku motorového člunu Margoletta. Na pozadí různých napínavých příhod vysvětluje Ransome rozdíl mezi plavbou na jezeře a plavbou na frekventovaných řekách a říčních kanálech.

## Česká vydání
- Potopená loď, Josef Hokr, Praha 1939, přeložil Jaromír Hořejš,
- Klub Lysek, SNDK, Praha 1963, přeložila Zora Wolfová, znovu Albatros, Praha 1992, 2019 a Toužimský a Moravec, Praha 1999.